# Équipe du Ghana de rugby à XV
L'équipe du Ghana de rugby à XV rassemble les meilleurs joueurs de rugby à XV du Ghana, est membre de Rugby Afrique et dispute actuellement la Bronze Cup africaine.

## Histoire
La fédération ghanéenne est fondée en 2003 et devient affiliée à la CAR l'année suivante. Le pays devient membre à part entière de World Rugby en 2017.
Il intègre la Coupe d'Afrique lors de l'édition 2018, année où le pays dispute et remporte la Bronze Cup.
En 2019, le Ghana atteint la meilleure place de son histoire au classement World Rugby[Laquelle ?].

## Palmarès
- 2003 : 4ème de la zone nord (2ème division)
- 2004 : 4ème de la poule B, zone nord (CAR Trophy)
- 2005 : n/c
- 2006 : n/c
- 2007 : 3ème de la poule B, zone nord (CAR Trophy)
- 2008 : 3ème de la zone nord
- 2009 : 2ème de la zone nord
- 2010 : n/c
- 2011 : 4ème de la zone nord (2ème division)
- 2012 : 2ème de 2ème division (tournoi à 7)
- 2013 : 5ème de la zone nord (2ème division)
- 2014 : 4ème de la zone nord (tournoi à 7)
- 2015 : 4ème de la zone nord (2ème division)
- 2016 : 3ème de la zone ouest (tournoi à 7)
- 2017 : vainqueur du groupe ouest 1 (Regional Challenge)
- 2018 : vainqueur de la Bronze Cup